# Sinwelleck
Sinwelleck är en bergstopp i Österrike. Den ligger i distriktet Spittal an der Drau och förbundslandet Kärnten, i den centrala delen av landet. Toppen på Sinwelleck är 3 164 meter över havet.
Den högsta punkten i närheten är Fuscherkarkopf, 3 311 meter över havet, 1,0 km väster om Sinwelleck.
Trakten runt Sinwelleck består i huvudsak av kala bergstoppar och isformationer.